# كارلوس أغيلار (كاتب)
كارلوس أغيلار (بالإسبانية: Carlos Aguilar)‏ هو ناقد سينمائي وكاتب إسباني، ولد في 1958 في مدريد في إسبانيا.

## وصلات خارجية
- الموقع الرسمي
- كارلوس أغيلار على موقع IMDb (الإنجليزية)
- كارلوس أغيلار على موقع ميتاكريتيك (الإنجليزية)
- كارلوس أغيلار على موقع روتن توميتوز (الإنجليزية)
- كارلوس أغيلار على موقع قاعدة بيانات الفيلم (الإنجليزية)
- كارلوس أغيلار على موقع كينوبويسك (الروسية)